# Es war k’einmal im Märchenland
Es war k’einmal im Märchenland ist ein US-amerikanisch-deutscher Computeranimationsfilm von Paul J. Bolger aus dem Jahr 2006.

## Handlung
Mit Hilfe seiner beiden tollpatschigen aber liebenswerten Assistenten überwacht der Zauberer alle in seiner Obhut liegenden Märchen. Der Zauberer bewahrt das Gleichgewicht zwischen Gut und Böse in der Märchenwelt. Nun fährt er endlich einmal in den wohlverdienten Urlaub und übergibt das Märchenland in die Hände seiner zwei Assistenten, dem altklugen Munk und dem leicht gelangweilten Mambo.
Cinderella – auch Ella genannt – träumt von ihrem Märchenprinzen. Ihr bester Freund ist Rick, der königliche Tellerwäscher. Er überbringt Ella eine Einladung zum königlichen Ball. Für Ella ist Rick nur ein Freund, doch für Rick bedeutet Ella mehr, obgleich ihm seine Coolness und sein Stolz dies verbieten. Ricks Freunde, die drei „ulkigen“ Köche, sind fest der Meinung, dass Rick ein schlimmer Fall von „Prinz Neid“ ist.
Der wahre Prinz dagegen will „ein Bilderbuch-Prinz“ sein: perfektes Haar; perfekte Kleidung – perfektes Alles. Heute Abend ist die Nacht, in der er seine Braut treffen will.
Doch die Dinge kommen oft anders, als man denkt. Dank Munk und Mambo hat es Ellas böse Stiefmutter Frieda geschafft, in die Höhle des Zauberers einzudringen. Sie jagt die beiden Assistenten davon, verstellt die Waage von Gut und Böse und verursacht somit, dass eine Reihe von Märchen aus dem Gleichgewicht geraten. Was Ella angeht, so soll sie nach Frieda ewig das Aschenputtel bleiben.
Der glücklichen Märchenwelt überdrüssig gelingt es nun der bösen Allianz – angeführt von Frieda – das Gute zu bezwingen. Als jedoch Ellas eigene romantische Märchenwelt auseinanderzubrechen droht, formiert sie eine Gegenwehr – ohne den Prinzen ihrer Träume.
Konfrontiert mit einer aus den Fugen geratenen Märchenwelt sind Ella und ihre bisher unerkannte Liebe – Rick – nun gezwungen, ihr Schicksal selbst in die Hand zu nehmen.
Das Wettrennen um die Kontrolle des Märchenlandes hat begonnen und die machtbesessene Frieda – erfüllt mit Verachtung gegen das Gute – steht kurz davor, unser allseits beliebtes „Und wenn sie nicht gestorben sind, dann leben sie noch heute.“ zu vernichten…

## Kritiken
James Berardinelli schrieb auf ReelViews, der Film sei ein Film „der schlechtesten Machart“: Er halte sich für „witzig“ und „clever“, was er nicht sei. Die Animationen würden wie das Werk eines Amateurs wirken. Berardinelli kritisierte Freddie Prinze jr. und Sarah Michelle Gellar in ihren Sprechrollen.
Ann Hornaday spottete in der Washington Post vom 5. Januar 2007, der Film sei ein Familienfilm nur in diesem Sinne, dass die ganze Familie ihn meiden wolle. Man würde ihn schnell vergessen. Hornaday lobte lediglich die in ihren Sprechrollen gezeigten „Talente“ von Sigourney Weaver und George Carlin.
Das Lexikon des Internationalen Films urteilt: „Der Trickfilm kann die an sich reizvolle Ausgangsidee kaum einmal mit Leben füllen, vor allem weil Animation und Figurenentwicklung zu dürftig ausfallen.“

## Hintergrund
Der Film startete in den Kinos der USA am 5. Januar 2007.